# クリス・オラーベ
クリスチャン・ジョサイア・オラーベ（Christian Josiah Olave, 2000年6月27日 - ）は、アメリカ合衆国カリフォルニア州サンディエゴのサン・イシドロ区出身のプロアメリカンフットボール選手。NFLのニューオーリンズ・セインツに所属している。ポジションはワイドレシーバー。

## 経歴

### カレッジ
オハイオ州立大学では同じポジションのギャレット・ウィルソン、ジャクソン・スミス＝インジグバらと共にエースとして活躍した。
3年目の2021年シーズン終了後、ローズボウルの直前に2022年のNFLドラフトへのアーリーエントリーを表明し、チームから離脱した。
| シーズン | 試合 | レシーブ | レシーブ | レシーブ | レシーブ |
| シーズン | 試合 | Rec      | Yds      | Avg      | TD       |
| -------- | ---- | -------- | -------- | -------- | -------- |
| 2018     | 7    | 12       | 197      | 16.4     | 3        |
| 2019     | 13   | 49       | 849      | 17.3     | 12       |
| 2020     | 7    | 50       | 729      | 16.2     | 8        |
| 2021     | 11   | 65       | 936      | 14.4     | 13       |
| Career   | 38   | 176      | 2,711    | 15.4     | 36       |

### ニューオーリンズ・セインツ
ドラフト全体11位でニューオーリンズ・セインツから指名され、その後ルーキー契約を結んだ。

#### 2022年シーズン
第4週のミネソタ・バイキングス戦にて、アンディ・ダルトンのパスを受けてキャリア初となるタッチダウンを記録した。その後も活躍し、9月のNFL月間最優秀新人に選出された。シーズンでは15試合に出場し、72レシーブ、1,042レシーブ獲得ヤード、4タッチダウンを記録した。

#### 2023年シーズン
16試合に出場し、87レシーブ、1,123レシーブ獲得ヤード、5タッチダウンを記録した。

#### 2024年シーズン
第9週のカロライナ・パンサーズ戦でパスキャッチを試みた際にシーズン2度目の脳震盪を起こし、シーズン後半を欠場した。

#### 2025年シーズン
2025年4月23日、チームから5年目の契約オプションを行使された。